# Chavinziphius
Chavinziphius — вимерлий рід зифіїдних китоподібних, відомий з морських відкладень мессінського віку у формації Піско в Перу. Відомий лише один вид, Chavinziphius maxillocristatus.